# Suleiman I của Ba Tư
Safi II (sau là Suleyman I) là vua thứ 8 của nhà Safavid nước Ba Tư, trị vì từ 1666 đến 1694. Ông là con trai trưởng của tiên vương Abbas II và Nakihat Khanum, nô lệ người gốc Circassian.
Ông đã lên ngôi quốc vương vào ngày 1 tháng 11 năm 1666 với tên là Safi II. Vị vua trẻ tuổi đã thường sống trong hậu cung và không có sự hiểu biết về thế giới bên ngoài. Ông cũng say mê rượu chè và sức khỏe yếu.